# 오스틴 아즈텍스 FC
오스틴 아즈텍스 FC(Austin Aztex Football Club)는 USSF 디비전 2 프로패셔널 리그에 소속된 미국의 프로축구단으로 텍사스주 오스틴을 연고지로 하고 있으며 하우스 파크를 홈 경기장으로 사용하고 있다. 2008년부터 2010년까지 리그 참가했다.

## 같이 보기
- 오스틴 아즈텍스